# Rocket Internet
Rocket Internet är en av världens största e-handelsinriktade inkubatorer och riskkapitalbolag. Bolaget grundades 2007 av bröderna Samwer som gjort sig kända genom direkta eller indirekta investeringar i bland annat Groupon, eBay, Facebook, Linkedin och Zynga. Företagets affärsmodell bygger på att identifiera framgångsrika satsningar online från andra länder (mestadels USA) och replikera dem i tillväxtmarknader. En av de tillväxtmarknader som replikerats är online couponing, som är väldigt stort i USA. Rocket Internet har replikerat detta koncept genom sin venture CupoNation, ett företag som är verksamt på 17 marknader världen över. 2013 tog Rocket Internet in nära 2 miljarder dollar i riskkapital från investerare, bland dem fanns den ryska miljardären Leonard Blavatnik, svenska värdepappersföretaget Kinnevik samt JP Morgan. Detta utöver nästan 2 miljarder euro i riskkapital som togs in 2012. Företaget, hårt kontrollerat av grundarna, är känt för sitt aggressiva sätt att styra de bolag man investerat i. Man sätter stor stolthet i sina snabba uppstarter och sin förmåga att anställa exceptionella talanger.
I oktober 2014 börsnoterades Rocket Internet på Frankfurtbörsen, dagen efter portföljbolaget Zalando. Introduktionskursen blev 42:50 euro per aktie vilket motsvarar ett marknadsvärde om totalt 5,1 miljarder euro före emission av nya aktier i samband med börsintroduktionen.
Rocket Internet är verksamt i mer än 50 länder och har fler än 75 företag i sin portfölj. Några av dessa bolag är Zalando i Tyskland, Jabong.com i Indien, Lamoda.ru i Ryssland, ZALORA i Sydostasien, The Iconic och Zanui i Australien, Jumia i Afrika och Daraz.pk i Pakistan. Genom sina investeringar har Rocket Internet skapat mer än 20.000 jobb världen över.